# マルク・ベルナウス
マルク・ベルナウス・カノ（Marc Bernaus Cano, 1977年2月2日 - ）は、アンドラ・アンドラ・ラ・ベリャ出身のサッカー選手。アンドラ代表である。ポジションはDF（左サイドバック）。

## 経歴
FCバルセロナの下部組織出身で、1995年から1999年までFCバルセロナBに所属したが、トップチームの試合には出場していない。セグンダ・ディビシオンB（3部）やセグンダ・ディビシオン（2部）のクラブに在籍し、ヘタフェCFではプリメーラ・ディビシオン（1部）昇格を経験した。
1994年にはU-17スペイン代表に選出され、1997年にはU-20スペイン代表で7試合に出場した。2000年にアンドラ代表デビューし、2004年10月13日のマケドニア戦で初得点した。

## 所属クラブ
- 1997-1999  FCバルセロナB
- 1999-2000  CDトレド
- 2000  テッラーサFC
- 2000-2002  ジムナスティック・タラゴナ
- 2002-2003  UDラス・パルマス
- 2003-2004  ヘタフェCF
- 2004-2007  エルチェCF
- 2007-2008  ポリ・エヒド
- 2008-2010  ジローナFC